# Младиковине
Младиковине су насељено мјесто у општини Теслић, Република Српска, БиХ. Према прелиминарним подацима пописа становништва 2013. године, у насељу је живјело 1.455 становника.

## Географија
Налазе се 16 km јужно од Теслића. Граниче се са Блатницом на југоистоку, Комушином и Рајшевом на истоку, Бијелим Бучјем и Угодновићем на југу, Влајићима на сјевероистоку, Кузманима на сјеверу те са Очаушом на западу. Заузимају површину од 80 km2 и тако представљају после Чечаве највеће село по површини у општини Теслић.
По броју становника Младиковине заузимају пето мјесто у општини, са око 1.500 становника. Густина насељености је 18 ст/km2, тј. село је слабо насељено. По попису из 1991. године 98% становништва села је српске националности, док након последњег рата тај однос износи 100%. Исти проценат се односи на православну вјероисповест.
Насељена су углавном крајеви у долинама ријека Марице, Желеће и Узвинске. Због слабе инфраструктуре долине су неповезане, па је тако и сам центар изолован у односу на остатак села. Сви путеви из Младиковина углавном воде ка сливу ријеке Велике Усоре, односно према Блатници и Милан пољу.
Седамдесетих година прошлога вијека тадашња локална комунистичка власт вјештачки је подијелила Младиковине на двије мјесне заједнице.
На просторима овог села миграције су веома честе. У потрази за бољим животом млади људи одлазе у иностранство (углавном у западну Европу), или у градове.
Младиковине су богате шумом и питком водом. Са ових простора се прерађује млијеко у мљекари „Natura Vita“ у Блатници. Захваљујући квалитету пољопривредни производи овога села су познати широм Републике Српске, и БиХ.

## Становништво
| Националност       | 1991.          | 1981.          | 1971.          | 1961. |
| Срби               | 2.366 (98,33%) | 2.625 (97,04%) | 2.170 (98,86%) | 2.079 |
| Хрвати             | 3 (0,12%)      | 52 (1,92%)     | 18 (0,82%)     |       |
| Југословени        | 24 (0,99%)     | 22 (0,81%)     |                | 1     |
| Муслимани          |                | 3 (0,11%)      | 4 (0,18%)      |       |
| остали и непознато | 13 (0,54%)     | 3 (0,11%)      | 3 (0,13%)      | 2     |
| Укупно             | 2.406          | 2.705          | 2.195          | 2.082 |

| Демографија | Демографија | Демографија |
| Година      | Становника  | Становника  |
| ----------- | ----------- | ----------- |
| 1961.       | 2.082       |             |
| 1971.       | 2.195       |             |
| 1981.       | 2.705       |             |
| 1991.       | 2.403       |             |
| 2013.       | 1.455       |             |

## Раференце
1. 1 2  Савезни завод за статистику и евиденцију ФНРЈ и СФРЈ: Попис становништва 1948, 1953, 1961, 1971, 1981. и 1991. године.